# Шелбурн (футбольний клуб)
«Шелбурн» (англ. Shelbourne Football Club, ірл. Cumann Peile Shíol Broin) — професіональний ірландський футбольний клуб з Дубліна. Виступає у прем'єр-дивізіоні.

## Історія
Клуб заснований в Дубліні у 1895 році. З 1904 року клуб перебував у Ірландській футбольній лізі, в 1921 році клуб стал одним із засновників Ліги Ірландії. «Шелбурн» ставав переможцем ліги 13 разів. За останні роки «Шелбурн» став найуспішнішим клубом Ірландії в європейських клубних турнірах.
Домашні матчі клуб проводить на стадіоні «Толка Парк», розміщеному в Друмкондрі, передмісті Дубліна. Основні кольори клубу — червоний і білий, в домашній формі переважно використовується червоний колір.
В сезоні 2004/2005 «Шелбурн» першим з ірландських клубів досяг третього кваліфікаційного раунду Ліги чемпіонів УЄФА. У 2007 році через великі борги клуб втратив місце у вищому дивізіоні Ліги Ірландії і виступав у другому за силою дивізіоні включно до 2011 року. З 2012 по 2019 роки команда виступала у Першому дивізіоні, а у 2020 році повернулась до Прем'єр-дивізіону. 
У 2024 році після вісімнадцятирічної перерви «Шелбурн» став чемпіоном Іралндії, а 7 лютого 2025 року вперше здобув Кубок Президента.

## Досягнення
- Чемпіон Ірландії (14): 1925–26, 1928–29, 1930–31, 1943–44, 1946–47, 1952–53, 1961–62, 1991–92, 1999—2000, 2001–02, 2003, 2004, 2006, 2024
- Володар кубка Ірландії (7): 1939, 1960, 1963, 1993, 1996, 1997, 1999—2000
- Володар кубка ліги (1): 1995-96
- Володар суперкубка Ірландії (1): 2001
- Володар  кубка Президента (1): 2025

## Виступи в єврокубках
| Сезон   | Змагання                     | Раунд | Суперник             | Вдома | На виїзді | Разом   | Плей-оф |
| ------- | ---------------------------- | ----- | -------------------- | ----- | --------- | ------- | ------- |
| 1962–63 | Кубок Європейських чемпіонів | 1Р    | Спортінг             | 0–2   | 1–5       | 1–7     | n/a     |
| 1963–64 | Кубок володарів кубків       | 1Р    | Барселона            | 0–2   | 1–3       | 1–5     | n/a     |
| 1964–65 | Кубок ярмарків               | 1Р    | Белененсеш           | 1–1   | 0–0       | 1–1     | 2–1     |
| 1964–65 | Кубок ярмарків               | 2Р    | Атлетіко Мадрид      | 0–1   | 0–1       | 0–2     | n/a     |
| 1971–72 | Кубок УЄФА                   | 1Р    | Вашаш                | 0–1   | 1–1       | 1–2     | n/a     |
| 1992–93 | Ліга чемпіонів               | ПР    | Таврія Сімферополь   | 0–0   | 1–2       | 1–2     | n/a     |
| 1993–94 | Кубок володарів кубків       | КР    | Карпати              | 0–1   | 3–1       | 3–2     | n/a     |
| 1993–94 | Кубок володарів кубків       | 1Р    | Панатінаїкос         | 0–3   | 1–2       | 1–5     | n/a     |
| 1995–96 | Кубок УЄФА                   | ПР    | Акранес              | 0–3   | 0–3       | 0–6     | n/a     |
| 1996–97 | Кубок володарів кубків       | КР    | Бранн                | 1–3   | 1–2       | 2–5     | n/a     |
| 1997–98 | Кубок володарів кубків       | КР    | Кілмарнок            | 1–2   | 1–1       | 2–3     | n/a     |
| 1998–99 | Кубок УЄФА                   | 1КР   | Рейнджерс            | 3–5   | 0–2       | 3–7     | n/a     |
| 1999    | Кубок Інтертото              | 1Р    | Ксамакс              | 0–0   | 0–2       | 0–2     | n/a     |
| 2000–01 | Ліга чемпіонів               | 1КР   | Слога Югомагнат      | 1–0   | 1–1       | 2–1     | n/a     |
| 2000–01 | Ліга чемпіонів               | 2КР   | Русенборг            | 1–3   | 1–1       | 2–4     | n/a     |
| 2001–02 | Кубок УЄФА                   | КР    | Брондбю              | 0–2   | 0–3       | 0–5     | n/a     |
| 2002–03 | Ліга чемпіонів               | 1КР   | Гіберніанс           | 2–2   | 0–1       | 2–3     | n/a     |
| 2003–04 | Кубок УЄФА                   | КР    | Олімпія Любляна      | 0–1   | 2–3       | 2–4     | n/a     |
| 2004–05 | Ліга чемпіонів               | 1КР   | КР                   | 2–2   | 0–0       | 2–2 (г) | n/a     |
| 2004–05 | Ліга чемпіонів               | 2КР   | Хайдук Спліт         | 2–3   | 2–0       | 4–3     | n/a     |
| 2004–05 | Ліга чемпіонів               | 3КР   | Депортіво Ла-Корунья | 0–0   | 0–3       | 0–3     | n/a     |
| 2004–05 | Кубок УЄФА                   | 1Р    | Лілль                | 2–2   | 0–2       | 2–4     | n/a     |
| 2005–06 | Ліга чемпіонів               | 1КР   | Гленторан            | 2–1   | 4–1       | 6–2     | n/a     |
| 2005–06 | Ліга чемпіонів               | 2КР   | Стяуа                | 0–0   | 1–4       | 1–4     | n/a     |
| 2006    | Кубок Інтертото              | 1КР   | Ветра                | 1–0   | 4–0       | 5–0     | n/a     |
| 2006    | Кубок Інтертото              | 2КР   | Оденсе               | 0–3   | 1–0       | 1–3     | n/a     |
| 2024–25 | Ліга конференцій УЄФА        | 1КР   | Сент-Джозефс         | 2–1   | 1–1       | 3–2     | n/a     |
| 2024–25 | Ліга конференцій УЄФА        | 2КР   | Цюрих                | 0–0   | 0–3       | 0–3     | n/a     |
| 2025–26 | Ліга чемпіонів УЄФА          | 1КР   | Лінфілд              | 1–0   | 1–1       | 2–1     | n/a     |
| 2025–26 | Ліга чемпіонів УЄФА          | 2КР   | Карабах              | 0–3   | 0–1       | 0–4     | n/a     |
| 2025–26 | Ліга Європи УЄФА             | 3КР   | Рієка                | 1–3   | 2–1       | 3–4     | n/a     |
| 2025–26 | Ліга конференцій УЄФА        | ПР    | Лінфілд              |       |           |         | n/a     |